# Tomioka, Fukushima
Tomioka (富岡町 Tomioka-machi) là thị trấn thuộc huyện Futaba, tỉnh Fukushima, Nhật Bản. Tính đến ngày 1 tháng 10 năm 2020, dân số ước tính thị trấn là 2.128 người và mật độ dân số là 31 người/km2. Tổng diện tích thị trấn là 68,39 km2.

## Địa lý

### Đô thị lân cận
- Fukushima
  - Kawauchi
  - Naraha
  - Ōkuma

## Giao thông

### Đường sắt
JR East – Tuyến Jōban
- Tomioka – Yonomori

### Cao tốc/Xa lộ
- Jōban Expressway – Nút giao Tomioka
- Quốc lộ 6